# Cindy Brown
Cynthia Louise Brown, detta Cindy (Portland, 16 marzo 1965), è un'ex cestista statunitense, professionista nella ABL e nella WNBA.

## Carriera
Ha giocato in Serie A1 con Ancona, Faenza e Messina.
Con gli Stati Uniti ha disputato i Campionati mondiali del 1986 e i Giochi olimpici di Seul 1988.

## Palmarès
- All-ABL Second Team (1997)